# Aleksander Mitt
Aleksander Mitt (ur. 8 lutego 1903 w Tartu; zm. 18 kwietnia 1942 w Kirowie) — estoński łyżwiarz szybki.

## Życiorys
Dwukrotnie uczestniczył na zimowych igrzyskach olimpijskich (1928 i 1936). Podczas igrzysk w 1928 Mitt wziął udział w trzech dyscyplinach łyżwiarstwa szybkiego: biegu na 500 m (22. miejsce), biegu na 1500 m (20. miejsce) i biegu na 5000 m (21. miejsce). 4 lata później, w 1936, ponownie wziął udział w łyżwiarstwie szybkim, tym razem w konkurencjach: biegu na 500 m (22. miejsce), biegu na 1500 m (22. miejsce), biegu na 5000 m (22. miejsce) i biegu na 10 000 m (nie ukończył).